# 日本国憲法第81条
日本国憲法 第81条（にほんこく（にっぽんこく）けんぽう だい81じょう）は、日本国憲法の第6章にある条文であり、最高裁判所が違憲法令審査権を有する終審裁判所である旨を規定する。

## 条文
日本国憲法、e-Gov法令検索。

第八十一条最高裁判所は、一切の法律、命令、規則又は処分が憲法に適合するかしないかを決定する権限を有する終審裁判所である。

## 沿革

### 大日本帝国憲法
東京法律研究会 p.12

第六十條特別裁判所ノ管轄ニ屬スヘキモノハ別ニ法律ヲ以テ之ヲ定ム
第六十一條行政官廳ノ違法處分ニ由リ權利ヲ傷害セラレタリトスルノ訴訟ニシテ別ニ法律ヲ以テ定メタル行政裁判所ノ裁判ニ屬スヘキモノハ司法裁判所ニ於テ受理スルノ限ニ在ラス

### 憲法改正要綱
「憲法改正要綱」、国立国会図書館「日本国憲法の誕生」。

二十四第六十一条ノ規定ヲ改メ行政事件ニ関ル訴訟ハ別ニ法律ノ定ムル所ニ依リ司法裁判所ノ管轄ニ属スルモノトスル

### GHQ草案
「GHQ草案」、国立国会図書館「日本国憲法の誕生」。

#### 日本語
第七十三条
最高法院ハ最終裁判所ナリ法律、命令、規則又ハ官憲ノ行為ノ憲法上合法ナリヤ否ヤノ決定カ問題ト為リタルトキハ憲法第三章ニ基ク又ハ関聯スル有ラユル場合ニ於テハ最高法院ノ判決ヲ以テ最終トス法律、命令、規則又ハ官憲ノ行為ノ憲法上合法ナリヤ否ヤノ決定カ問題ト為リタル其ノ他ノ有ラユル場合ニ於テ国会最高法院ノ判決ヲ再審スルコトヲ得
再審ニ附スルコトヲ得ル最高法院ノ判決ハ国会議員全員ノ三分ノ二ノ賛成ヲ以テノミ之ヲ破棄スルコトヲ得国会ハ最高法院ノ判決ノ再審ニ関スル手続規則ヲ制定スヘシ
第七十四条
外国ノ大使、公使及領事館ニ関係アル一切ノ事件ニ於テハ最高法院専属的原始管轄ヲ有ス

#### 英語
Article LXXIII.
The Supreme Court is the court of last resort. Where the determination of the constitutionality of any law, order, regulation or official act is in question, the judgment of the Supreme Court in all cases arising under or involving Chapter III of this Constitution is final; in all other cases where determination of the constitutionality of any law, ordinance, regulation or official act is in question, the judgment of the Court is subject to review by the Diet.
A judgment of the Supreme Court which is subject to review may be set aside only by the concurring vote of two-thirds of the whole number of representatives of the Diet. The Diet shall establish rules of procedure for reviewing decisions of the Supreme Court.
Article LXXIV.
In all cases affecting ambassadors, ministers and consuls of foreign states, the Supreme Court has exclusive original jurisdiction.

### 憲法改正草案要綱
「憲法改正草案要綱」、国立国会図書館「日本国憲法の誕生」。

第七十七最高裁判所ハ最終裁判所トシ一切ノ法律、命令、規則又ハ処分ノ憲法ニ適合スルヤ否ヲ決定スルノ権限ヲ有スルコト

### 憲法改正草案
「憲法改正草案」、国立国会図書館「日本国憲法の誕生」。

第七十七条最高裁判所は、終審裁判所である。
最高裁判所は、一切の法律、命令、規則又は処分が憲法に適合するかしないかを決定する権限を有する。

## 解説

### 違憲審査制
附随的違憲審査制（司法裁判所型・私権保障型、アメリカ型・日本で採用）
憲法判断は、具体的な訴訟案件の解決の過程の中で、その解決に必要な限度で行われるもの。具体的なトラブル・問題の発生を待たずに法令や行政行為の合憲性を審査することを認めない。裏返すと、憲法裁判所のような合憲性審査のための特別な裁判所の設置を行わず、下級裁判所を含む通常の各裁判所における合憲性審査権を認めることが一般的である。
具体的案件の解決のために、その案件における事実関係を前提として合憲性に関する判断を行うために、違憲判断における個別的効力を認める立場（当該案件との関係においてのみ合憲性に関する判断の拘束力を認める立場）と親和性が高い。法令違憲の判断であっても、必ずしも当該判決の一般的な無効を意味しない。
抽象的違憲審査制（憲法裁判所型・憲法保障型、ドイツ型）
具体的な争訟の発生を待たずに、法令ないしは行政行為の合憲性に関する審査を認めるもの。立法過程における法令の合憲性に関し事前審査的に憲法適合性の判断を行うことや、一定の場合には、抽象的な利害関係しか有さない者に対し憲法適合性の審査の申立てを認めることが含まれる。当該審査を行うための特別な機関としての憲法裁判所を設けることが多く、当該機関において憲法問題に関する判断を統一的に行うことを目指す。
各憲法判断は、個別具体的な案件を前提としていないことから、拘束力については案件の枠を超えて広く一般に認められることとなる。

### 違憲審査権を有する裁判所
条文には「最高裁判所は」と書かれているが、判例では、憲法81条は最高裁判所が違憲審査権を有する終審裁判所であることを明らかにしたものであって、下級裁判所が違憲審査権を有することを否定したものではないとして、最高裁判所だけでなく下級裁判所にも違憲審査権を認めている。（最大判 昭和25年2月1日）

### 最高裁判所の権限
この規定は、最高裁判所に対して必ず憲法の解釈適用について、最終審として審理を求めることができることを保障した条文でもある。
なお、ここでいう保障においては、必ずしも最高裁判所において全員で構成する裁判体（大法廷）で憲法判断をうけることまでを保障するものではない。

## 判例
- 食管法違反事件（最大判昭和23年12月1日）憲法76条、憲法25条1項
- 警察予備隊違憲訴訟（最大判昭和27年10月8日）
- 砂川事件（最大判昭和34年12月16日）
- 苫米地事件（最大判昭和35年6月8日）憲法7条、憲法69条、憲法76条
- 警察法改正無効事件（最大判昭和37年3月7日民集16巻3号445頁）憲法59条、憲法92条
- 在宅投票制度廃止事件（最一判昭和60年11月21日民集39巻7号1512頁）
- 福岡地家裁甘木支部廃止取消請求事件（最二判平成3年4月17日）憲法77条